# Rohwurst

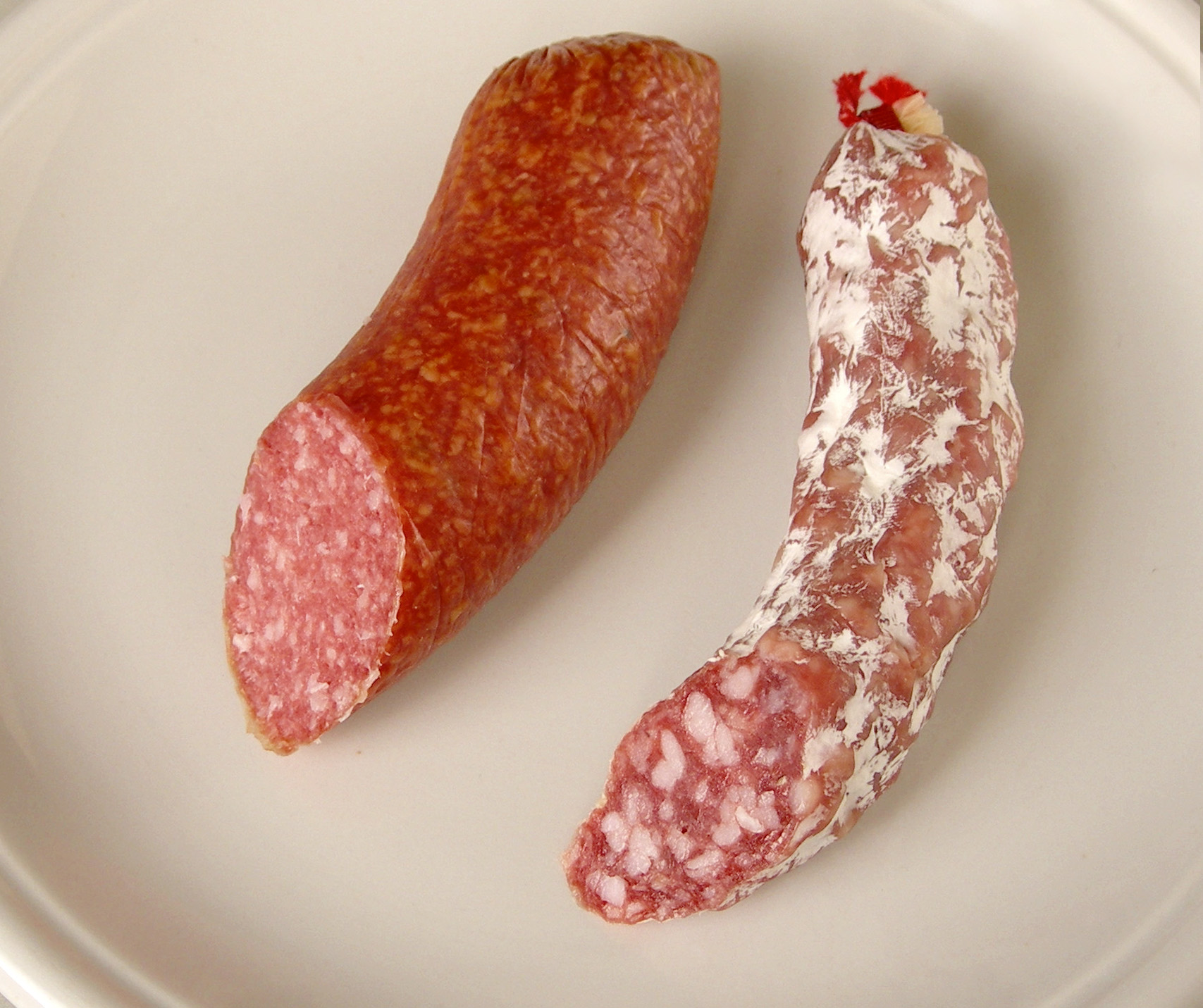
Mettwurst ahumada en tripa artificial (izquierda) y salami secado al aire en tripa natural.

Rohwurst (‘salchicha cruda’) es el nombre dado en Alemania a las salchichas hechas con carne cruda, sin cocinar. Se distinguen las que deben cortarse de las que pueden untarse.

## Elaboración
La carne se añade con sal común u otras sales efectivas como los nitritos a la cortadora o picadora de carne (si bien no se deja tan fina como para la brühwurst). Durante el proceso de curación de una rohwurst las lactobacterias convierten los azúcares propios de la carne y los añadidos principalmente a ácido láctico, dándoles también aroma. Para lograr una acidificación rápida y estable, se añaden principalmente azúcares mono-disacáridos que las lactobacterias usan como nutriente adicional. Las lactobacterias pueden añadirse como iniciador del cultivo, o estar presentes en la flora natural de la rohwurst, y proporcionan un pH bajo, de forma que baje la capacidad de retener agua y la salchicha libere ésta al aire. Otro efecto del secado es la formación de un gel proteínico, que añade resistencia al corte de la salchicha. Los cultivos bacterias, además de aportar sabor, mejoran la conservación, eliminando otros microbios patógenos y responsables de la putrefacción.
Para obtener productos de alta calidad y seguros desde el punto de vista sanitario el clima es crucial. Esto se controla en la producción industrial empleando aire acondicionado. Sin embargo, en algunas regiones se da de forma natural, como es el caso de las cuevas montañosas. Esto asegura el crecimiento de una flora bacteriana concreta que da sabor a la salchicha.
Tras esto, las salchichas suelen ahumarse en frío. Las variedades untables no se secan demasiado, dependiendo esta propiedad en las salchichas finas de que la grasa recubra la partículas de carne magra, evitando así que las proteínas de los músculos se coagulen. En salchichas más gruesas, se consigue con un menor secado y también con un gel proteínico peor formado.

## Variedades
Algunos tipos de rohwurst son: kulen, mettwurst, salami, teewurst, zervelatwurst, chorizo y sucuk.